# Philemon moluccensis
Philemon moluccensis là một loài chim trong họ Meliphagidae.